# Сі Бриз — 2017
Sea Breeze 2017 (укр. Сі Бриз-2017) — міжнародні морські військові навчання України з країнами НАТО в 2017 році. Розпочалися в Одесі 10 липня за участі 16 країн. Це ювілейні навчання серії «Сі Бриз». 

## Перебіг
Напередодні початку навчань до Одеси прибули кораблі ВМС Туреччини та Румунії, серед яких, вперше за 10 років, підводний човен та декілька транспортних літаків. Також у навчаннях бере участь грузинський патрульний катер «Сухумі».
Загалом цього року у заходах задіяні 31 корабель, катер і судно, 29 літальних апаратів, понад 3 тисячі особового складу.
В навчаннях беруть участь військовослужбовці 16 країн.
10 липня 2017 року в Одесі урочисто відкрили українсько-американські військово-морські навчання «Сі Бриз-2017». Темою навчання, до яких загалом долучилися представники Збройних Сил 16 країн світу, є проведення багатонаціональної морської операції з безпеки у кризовому регіоні.
У заходах задіяні 31 корабель, катер і судно, 29 літальних апаратів, понад 3 тисячі особового складу.
В урочистій церемонії відкриття навчання взяли участь командувач Військово-Морських Сил Збройних Сил України віце-адмірал Ігор Воронченко, голова Одеської обласної державної адміністрації Максим Степанов, голова Одеської обласної ради Анатолій Урбанський, керівники навчання від української і американської сторін капітани 1 рангу Олексій Неїжпапа і Тейт Вестбрук, безпосередньо учасники маневрів.
Керівник виду Збройних Сил України віце-адмірал Ігор Воронченко, відкриваючи «Сі Бриз-2017», наголосив на важливості запланованих заходів з точки зору підвищення спільних спроможностей у зміцненні безпеки на морі, особливо у Чорноморському регіоні, у тому регіоні, який на сьогодні є кризовим у зв'язку із анексією Російською Федерацією Криму і подіями на Сході України.
Привітавши усіх присутніх з 20-річчям навчань серії «Сі Бриз», віце-адмірал Ігор Воронченко підкреслив, що, починаючи з 1997 року, ці маневри надають Україні суттєву допомогу на шляху досягнення стандартів НАТО у підготовці та застосуванні сил, засвідчують прагнення українського народу жити у родині цивілізованих народів світу. За його словами, з урахуванням викликів і загроз сучасності, досвіду попередніх років, поточного року буде приділено значну увагу підготовці національних штабів.
Навчання проводилися на території Одеської і Миколаївської областей, у визначених морських полігонах Північно-Західної частини Чорного моря. Основними навчально-бойовими елементами та завданнями навчання стали практичне планування та проведення операції за стандартами НАТО, проведення навчань з протичовнової, протикорабельної, протиповітряної оборони, дії з силового звільнення судна, що захоплене. Крім того, організовувалося тренувальне проведення десантної та річкової операцій, навчання з пошуку та рятування, підводних робіт з розмінування, а також проводки за тралами тощо.
Заходи тривали до 23 липня.

## Зовнішні посилання
- В Одесі за участі 16 країн розпочалися українсько-американські військово-морські навчання «Сі Бриз-2017». www.mil.gov.ua. Міністерство оборони України. 10 липня 2017. Процитовано 10 липня 2017.
- В Одессе стартовали международные военно-морские учения «Си Бриз-2017». dumskaya.net. Думская. 10 липня 2017. Процитовано 14 липня 2017. (рос.)
- Сюрприз «Си Бриза»: в Одессу прилетели два уникальных конвертоплана Osprey морской пехоты США. dumskaya.net. Думская. 12 липня 2017. Процитовано 14 липня 2017. (рос.)
- Винтовая симфония «Си Бриза»: Одессу впервые посетил новейший транспортный Airbus A400 Atlas. dumskaya.net. Думская. 9 липня 2017. Процитовано 14 липня 2017. (рос.)
- Американский крейсер Hue City и эсминец Carney зашли в Одесский порт. dumskaya.net. Думская. 10 липня 2017. Процитовано 14 липня 2017. (рос.)
- Тренування учасників "Сі Бриз-2017" очима перехожего